# Южнотихоокеанский университет
Южнотихоокеанский университет (англ. University of the South Pacific) — государственный университет, основное высшее учебное заведение в регионе Океании. Международный центр преподавания и исследований тихоокеанской культуры и окружающей среды.

## История
Южнотихоокеанский университет был основан в 1968 году. В настоящее время находится в совместном управлении 12 тихоокеанских островных государств: Вануату, Кирибати, Маршалловых Островов, Науру, Ниуэ, Островов Кука, Самоа, Соломоновых Островов, Токелау, Тонга, Тувалу и Фиджи.

## Кампусы
Основной кампус учебного заведения расположен в Фиджи. В кампусе в Самоа находится Школа сельского хозяйства и пищевых технологий, в Вануату — Школа права. Всего действует 14 кампусов на территории 9 государств и 3 территорий:

| - Порт-Вила (Вануату); - Баирики (Кирибати); - Маджуро (Маршалловы Острова); - Науру; - Алофи (Ниуэ); - Раротонга (Острова Кука); - Апиа (Самоа); | - Хониара (Соломоновы Острова); - Токелау; - Нукуалофа (Тонга); - Фунафути (Тувалу); - Ламбаса (Фиджи); - Лаутока (Фиджи); - Сува (Фиджи). |

## Факультеты
В целом, академические школы, институты и научные центры университета организованы в три факультета, каждый из которых возглавляет декан:
- Факультет гуманитарных наук и права;

| - Школа образования; - Школа права; - Школа словесности и СМИ; - Школа общественных наук; | - Институт образования; - Центр «Educare»; - Океанический центр искусства и культуры и тихоокеанских исследований. |

- Факультет бизнеса и экономики;

| - Аспирантура бизнеса; - Школа бухгалтерского учёта и финансов; - Школа экономики; - Школа государственного управления, развития и международных отношений; | - Школа менеджмента и государственного управления; - Школа туризма и управления гостеприимством; - Школа сельского хозяйства и пищевых технологий; |

- Факультет науки, технологии и окружающей среды;

| - Тихоокеанский центр окружающей среды и устойчивого развития; - Школа островов и океанов; - Школа биологических и химических наук; | - Школа программирования, информации и математических наук; - Школа инженерии и физики; - Институт прикладных наук. |

Преподавание идёт на английском языке.

## Известные выпускники
- Калпокас, Дональд — премьер-министр Вануату в 1991 и 1998—1999 годах.
- Сопе, Барак — премьер-министр Вануату в 1999—2001 годах.
- Телави, Вилли — премьер-министр Тувалу в 2010—2013 годах.